# Grande Prêmio da Espanha de 1970
Resultados do Grande Prêmio da Espanha de Fórmula 1 realizado em Jarama em 19 de abril de 1970. Segunda etapa da temporada, teve como vencedor o britânico Jackie Stewart, que neste dia conquistou a primeira vitória da March-Ford na categoria.

## Resumo

### Outra vez em Jarama
Projetado pelo neerlandês John Hugenholtz, o Circuito de Jarama recebeu uma edição extraoficial do Grande Prêmio da Espanha em 12 de novembro de 1967 e nele a vitória coube a Jim Clark com sua Lotus, mas a corrida espanhola entrou para a história em 1968 quando o time de Colin Chapman foi à pista utilizando a pintura vermelha e dourada de seu patrocinador, os cigarros Gold Leaf. Comandada por Graham Hill, a Lotus venceu a prova e estabeleceu novos parâmetros publicitários no universo automobilístico.
Situado em San Sebastián de los Reyes, cidade próxima a Madri, a pista de Jarama teve que atender às vicissitudes espanholas e em 1969 a corrida foi realizada em Montjuïc, circuito existente em Barcelona numa disputa onde a vitória de Jackie Stewart com a Matra quase foi eclipsada pela quebra das asas traseiras nas Lotus de Graham Hill e Jochen Rindt. Embora os pilotos tenham saído ilesos dos respectivos acidentes, um fiscal quebrou a perna e outro perdeu o olho ao ser atingido pelos destroços. Nos anos seguintes Jarama e Montjuïc alternaram-se como sede do evento, mas em 1975 cinco pessoas morreram numa tragédia no circuito catalão e Jarama tornou-se a casa do Grande Prêmio da Espanha a partir do ano seguinte.

### Confusão no grid
Antes da prova, os organizadores do Grande Prêmio da Espanha surpreenderam os membros da Associação dos Construtores da Fórmula 1 (FOCA) ao limitarem em dezesseis o número de participantes da corrida e para aumentar o caos, nenhuma das voltas marcadas na sexta-feira valeu para a qualificação. Na manhã anterior à corrida o assunto parecia resolvido e os organizadores inicialmente reverteram sua decisão e os que não se classificaram pareciam ter permissão para largar, entretanto a Comissão Esportiva Internacional interveio e obrigou os organizadores espanhóis a restabelecer o limite original de dezesseis participantes, e assim os carros que não se classificaram foram retirados do grid. Dentre os bólidos presentes em Jarama estava o modelo Lotus 72 que estreava na categoria sob os cuidados de Jochen Rindt (nono colocado) e John Miles, sendo que este último não se classificou.
Encerrado o treino de classificação a pole position ficou nas mãos do australiano Jack Brabham num carro de sua equipe, a Brabham, enquanto Denny Hulme veio a seguir com a McLaren e Jackie Stewart assegurou o terceiro lugar com a March. Para a decepção dos espanhóis seu compatriota, o estreante Alex Soler-Roig, não classificou seu Lotus 49 para o grid, assim como não participaram da corrida outros nomes vetados pela Comissão Esportiva Internacional (CSI), a saber: Andrea de Adamich, John Miles, George Eaton e Jo Siffert, este último retirado à força da pista pela Guarda Real da Espanha.

### Fogo e pavor
Logo nos primeiros metros da prova um acidente entre a BRM do britânico Jackie Oliver e a Ferrari do belga Jacky Ickx resultou num incêndio de grandes proporções onde não havia bombeiros próximos ao local da batida. Oliver saiu do carro rapidamente enquanto Ickx permaneceu dentro de seu carro em chamas por cerca de 30 segundos até ser resgatado. Felizmente este sofreu apenas queimaduras sem gravidade, mas o horror persistia: os bombeiros não dispunham de extintores e usavam mangueiras despressurizadas para combater o fogo. Insensível, a direção da prova não interrompeu a disputa e assim os pilotos corriam em meio aos destroços fumegantes, alguns dos quais rodaram na curva do acidente devido ao combustível derramado sobre o asfalto e pior: numa atitude temerária, espectadores reuniram-se num alambrado próximo ao local do acidente para observar os acontecimentos e não foram removidos de lá.
Em relação à prova cabe dizer que Jack Brabham não aproveitou sua derradeira pole, afinal Jackie Stewart assumiu a liderança tão logo ocorreu a largada trazendo Denny Hulme consigo, embora o tricampeão Brabham tenha tomado o segundo posto na décima volta, contudo a Matra de Jean-Pierre Beltoise o superou no décimo sexto giro até ser vitimado por uma quebra de motor na trigésima primeira volta, quando Brabham retornou à vice-liderança, mas já longe de Stewart. Com a quebra de seu carro após sessenta e uma voltas, Brabham deixou o caminho livre para que Jackie Stewart vencesse a etapa espanhola com uma volta de vantagem sobre Bruce McLaren e Mario Andretti enquanto Graham Hill e Johnny Servoz-Gavin vieram a seguir, não havendo ninguém para ocupar o sexto lugar e assim fechar a zona de pontuação.
Além de repetir o triunfo obtido em 1969, Jackie Stewat fez história ao assinalar tanto a primeira vitória de um chassis construído pela March Engineering quanto a última vitória de um construtor particular, pois seu March 701 pertencia à Tyrrell Racing Organisation, uma equipe liderada por Ken Tyrrell. Ademais presenciamos o último pódio na carreira de Bruce McLaren e o primeiro conquistado por Mario Andretti, mas enquanto McLaren guiava um carro com seu próprio nome, Andretti dirigia um March comprado por Andy Granatelli, magnata do petróleo e presidente da STP. Nesse ínterim cabe registar que o carro de Graham Hill (um modelo Lotus 49 concebido em 1967) pertencia à Rob Walker Racing Team e a March de Johnny Servoz-Gavin também era propriedade de Ken Tyrrell.
Graças às regras vigentes na categoria, os 13 pontos acumulados por Jackie Stewart garantiam-lhe o primeiro lugar no mundial de pilotos e faziam da March/Tyrrell a líder do mundial de construtores.

## Classificação da prova
| Pos.   | Nº | Piloto               | Construtor         | Voltas | Tempo/Diferença | Grid | Pontos |
| ------ | -- | -------------------- | ------------------ | ------ | --------------- | ---- | ------ |
| 1      | 1  | Jackie Stewart       | March-Ford         | 90     | 1:10:58.2       | 3    | 9      |
| 2      | 11 | Bruce McLaren        | McLaren-Ford       | 89     | + 1 volta       | 11   | 6      |
| 3      | 18 | Mario Andretti       | March-Ford         | 89     | + 1 volta       | 16   | 4      |
| 4      | 6  | Graham Hill          | Lotus-Ford         | 89     | + 1 volta       | 15   | 3      |
| 5      | 16 | Johnny Servoz-Gavin  | March-Ford         | 88     | + 2 voltas      | 14   | 2      |
| Ret    | 8  | John Surtees         | McLaren-Alfa Romeo | 76     | Câmbio          | 12   |        |
| Ret    | 7  | Jack Brabham         | Brabham-Ford       | 61     | Motor           | 1    |        |
| Ret    | 24 | Rolf Stommelen       | Brabham-Ford       | 43     | Motor           | 17   |        |
| Ret    | 22 | Henri Pescarolo      | Matra              | 33     | Motor           | 9    |        |
| Ret    | 4  | Jean-Pierre Beltoise | Matra              | 31     | Motor           | 4    |        |
| Ret    | 5  | Denny Hulme          | McLaren-Alfa Romeo | 10     | Ignição         | 2    |        |
| Ret    | 9  | Chris Amon           | March-Ford         | 10     | Motor           | 6    |        |
| Ret    | 3  | Jochen Rindt         | Lotus-Ford         | 9      | Ignição         | 8    |        |
| WD     | 10 | Pedro Rodríguez      | BRM                | 4      | Retirou-se      | 5    |        |
| Ret    | 2  | Jacky Ickx           | Ferrari            | 0      | Acidente        | 7    |        |
| Ret    | 15 | Jackie Oliver        | BRM                | 0      | Acidente        | 10   |        |
| DNS    | 12 | Piers Courage        | De Tomaso-Ford     | 0      | Não largou      | 13   |        |
| DNQ    | 20 | Andrea de Adamich    | McLaren-Alfa Romeo |        |                 |      |        |
| DNQ    | 19 | John Miles           | Lotus-Ford         |        |                 |      |        |
| DNQ    | 14 | Jo Siffert           | March-Ford         |        |                 |      |        |
| DNQ    | 21 | George Eaton         | BRM                |        |                 |      |        |
| DNQ    | 23 | Alex Soler-Roig      | Lotus-Ford         |        |                 |      |        |
| Fonte: |    |                      |                    |        |                 |      |        |

## Tabela do campeonato após a corrida
|        | Pos. | Piloto         | Pontos |
| ------ | ---- | -------------- | ------ |
| 2      | 1    | Jackie Stewart | 13     |
| 1      | 2    | Jack Brabham   | 9      |
| 1      | 3    | Denny Hulme    | 6      |
| 10     | 4    | Bruce McLaren  | 6      |
| 9      | 5    | Mario Andretti | 4      |
| Fonte: |      |                |        |

|        | Pos. | Construtor   | Pontos |
| ------ | ---- | ------------ | ------ |
| 2      | 1    | March-Ford   | 13     |
|        | 2    | McLaren-Ford | 12     |
| 2      | 3    | Brabham-Ford | 9      |
| 1      | 4    | Lotus-Ford   | 5      |
| 1      | 5    | Matra        | 3      |
| Fonte: |      |              |        |

- Nota: Somente as primeiras cinco posições estão listadas. Em 1970 os pilotos computariam seis resultados nas sete primeiras corridas do ano e cinco nas últimas seis. Neste ponto esclarecemos: na tabela dos construtores figurava somente o melhor colocado dentre os carros de um time.